# پاین (جورجیا)
پاین، جورجیا (به انگلیسی: Payne, Georgia) یک شهر در ایالات متحده آمریکا با جمعیت ۲۱۸ نفر است که در جورجیا واقع شده‌است.

## موقعیت جغرافیایی
موقعیت جغرافیایی شهرها و مناطق اطراف به شرح زیر است: